# 4-هيدروكسي فينيل حمض الأسيتيك
4-هيدروكسي فينيل حمض الأسيتيك هو مركب كيميائي يوجد في زيت الزيتون والجعة.